# Индуктивное умозаключение

Схема классического представления связи между теорией, эмпиризмом, индукцией и дедукцией

Инду́кция (лат. inductio — наведение, от лат. inducere — влечь за собой, установить) — умозаключение от фактов к некоторой гипотезе (общему утверждению). Различают полную индукцию, когда обобщение относится к конечно-обозримой области фактов, и неполную индукцию, когда оно относится к бесконечно или конечно-необозримой области фактов.
Индуктивное умозаключение связывает частные предпосылки с заключением не строго через законы логики, а скорее через некоторые фактические, психологические или математические представления.
Объективным основанием индуктивного умозаключения является всеобщая связь явлений в природе.
Итак, полная индукция — метод доказательства, при котором утверждение доказывается для конечного числа частных случаев, исчерпывающих все возможности, неполная индукция — наблюдения за отдельными частными случаями наводят на гипотезу, которая, конечно, нуждается в доказательстве.
Также для доказательств используются метод математической индукции и трансфинитная индукция, которые позволяют осуществить полную индукцию для бесконечных счётного и несчётного множеств объектов соответственно.

## История
Термин впервые встречается у Сократа (др.-греч. ἐπαγωγή). Но индукция Сократа имеет мало общего с современной индукцией. Сократ под индукцией подразумевает нахождение общего определения путём сравнения частных случаев и исключения ложных, слишком узких определений.
Аристотель указал на особенности индуктивного умозаключения (Аналит. I, кн. 2 § 23, Анал. II, кн. 1 § 23; кн. 2 § 19 etc.). Он определяет его как восхождение от частного к общему. Он отличал полную индукцию от неполной, указал на роль индукции при образовании первых принципов, но не выяснил основы неполной индукции и её права. Он рассматривал её как способ умозаключения, противоположный силлогизму. Силлогизм, по мнению Аристотеля, указывает посредством среднего понятия на принадлежность высшего понятия третьему, а индукция третьим понятием показывает принадлежность высшего среднему.
В эпоху Возрождения началась борьба против Аристотеля и силлогистического метода, и вместе с тем начали рекомендовать индуктивный метод как единственно плодотворный в естествознании и противоположный силлогистическому. В Бэконе обыкновенно видят родоначальника современной индукции, хотя справедливость требует упомянуть и о его предшественниках, например Леонардо да Винчи и др. Восхваляя индукцию, Бэкон отрицает значение силлогизма («силлогизм состоит из предложений, предложения состоят из слов, слова суть знаки понятий; если поэтому понятия, которые составляют основание дела, неотчётливы и поспешно отвлечены от вещей, то и построенное на них не может иметь никакой прочности»). Это отрицание не вытекало из теории индукции. Бэконовская индукция (см. его «Novum Organon») не только не противоречит силлогизму, но даже требует его. Сущность учения Бэкона сводится к тому, что при постепенном обобщении нужно придерживаться известных правил, то есть нужно сделать три обзора всех известных случаев проявления известного свойства у разных предметов: обзор положительных случаев, обзор отрицательных (то есть обзор предметов, сходных с первыми, в которых, однако, исследуемое свойство отсутствует) и обзор случаев, в которых исследуемое свойство проявляется в различных степенях, и отсюда делать уже обобщение («Nov. Org.» LI, aph. 13). По методу Бэкона нельзя сделать нового заключения, не подводя исследуемый предмет под общие суждения, то есть не прибегая к силлогизму. Итак, Бэкону не удалось установление индукции как особого метода, противоположного дедуктивному.
Дальнейший шаг сделан Дж. Ст. Миллем. Всякий силлогизм, по мнению Милля, заключает в себе petitio principii; всякое силлогистическое заключение идёт в действительности от частного к частному, а не от общего к частному. Рассматривая индукцию, Милль, во-первых, задаётся вопросом об основании или праве на индуктивное заключение и видит это право в идее однообразного порядка явлений, и, во-вторых, сводит все способы умозаключения в индукции к четырём основным:
1. метод согласия (если два или более случая исследуемого явления сходятся в одном только обстоятельстве, то это обстоятельство и есть причина или часть причины исследуемого явления;
2. метод различия (если случай, в котором встречается исследуемое явление, и случай, в котором оно не встречается, совершенно сходны во всех подробностях, за исключением исследуемой, то обстоятельство, встречающееся в первом случае и отсутствующее во втором, и есть причина или часть причины исследуемого явления);
3. метод остатков (если в исследуемом явлении часть обстоятельств может быть объяснена определёнными причинами, то оставшаяся часть явления объясняется из оставшихся предшествующих фактов) и
4. метод соответствующих изменений (если вслед за изменением одного явления замечается изменение другого, то мы можем заключить о причинной связи между ними).

Эти методы при ближайшем рассмотрении оказываются дедуктивными способами; напр. метод остатков не представляет собой ничего иного, как определение путём исключения. Аристотель, Бэкон и Милль представляют собой главные моменты развития учения об индукции; только ради детальной разработки некоторых вопросов приходится обращать внимание на Клода Бернара («Введение в экспериментальную медицину»), на Эстерлена («Medicinische Logik»), Гершеля, Либиха, Вэвеля, Апельта и др.

## Индуктивный метод
Различают двоякую индукцию:
- полную (лат. inductio completa) и
- неполную (лат. inductio incompleta или per enumerationem simplicem)[4].

### Полная индукция
В полной индукции мы заключаем от полного перечисления видов известного рода ко всему роду; очевидно, что при подобном способе умозаключения мы получаем вполне достоверное заключение, которое в то же время в известном отношении расширяет наше познание; этот способ умозаключения не может вызвать никаких сомнений. Отождествив предмет логической группы с предметами частных суждений, мы получим право перенести определение на всю группу.

Схема полной индукции: Множество А состоит из элементов: a1, a2, a3, …, an.
|               | a1 имеет признак В                             |
|               | a2 имеет признак В                             |
|               | Все элементы от a3 до an также имеют признак В |
| Следовательно | Все элементы множества А имеют признак В.      |

### Неполная индукция
Метод обобщения признаков некоторых элементов для всего множества, в который они входят. Неполная индукция не является доказательной с точки зрения формальной логики, может привести к ошибочным заключениям. Вместе с тем, неполная индукция является основным способом получения новых знаний. Доказательная сила неполной индукции ограничена, заключение носит вероятностный характер, требует приведения дополнительного доказательства.
Схема неполной индукции: Множество А состоит из элементов: a1, a2, a3, … ak, … an.
|               | a1 имеет признак В                                               |
|               | a2 имеет признак В                                               |
|               | Все элементы от a3 до ak также имеют признак B                   |
| Следовательно | Вероятно, ak+1 и остальные элементы множества А имеют признак В. |

Пример ошибочного результата:
|               | В Аргентине, Венесуэле и Эквадоре говорят на испанском языке. |
|               | Аргентина, Венесуэла и Эквадор — латиноамериканские страны.   |
| Следовательно | В каждой латиноамериканской стране говорят на испанском языке |

Неполная индукция по построению напоминает третью фигуру силлогизма, отличаясь от неё, однако, тем, что индукция стремится к общим заключениям, в то время как третья фигура дозволяет лишь частные.
Умозаключение по неполной индукции (per enumerationem simplicem, ubi non reperitur instantia contradictoria) основывается, по-видимому, на привычке и даёт право лишь на вероятное заключение во всей той части утверждения, которая идёт далее числа случаев уже исследованных. Милль в разъяснении логического права на заключение по неполной индукции указал на идею однообразного порядка в природе, в силу которой наша вера в индуктивное заключение должна возрастать, но идея однообразного порядка вещей сама является результатом неполной индукции и, следовательно, основой индукции служить не может. В действительности основание неполной индукции то же, что и полной, а также третьей фигуры силлогизма, то есть тождество частных суждений о предмете со всей группой предметов. «В неполной индукции мы заключаем на основании реального тождества не просто некоторых предметов с некоторыми членами группы, но таких предметов, появление которых перед нашим сознанием зависит от логических особенностей группы и которые являются перед нами с полномочиями представителей группы».
Задача логики состоит в том, чтобы указать границы, за пределами которых индуктивный вывод перестаёт быть правомерным, а также вспомогательные приёмы, которыми пользуется исследователь при образовании эмпирических обобщений и законов. Несомненно, что опыт (в смысле эксперимента) и наблюдение служат могущественными орудиями при исследовании фактов, доставляя материал, благодаря которому исследователь может сделать гипотетическое предположение, долженствующее объяснить факты.
Таким же орудием служит и всякое сравнение и аналогия, указывающие на общие черты в явлениях, общность же явлений заставляет предположить, что мы имеем дело и с общими причинами; таким образом, сосуществование явлений, на которое указывает аналогия, само по себе ещё не заключает в себе объяснения явления, но доставляет указание, где следует искать объяснения. Главное отношение явлений, которое имеет в виду индукция, — отношение причинной связи, которая, подобно самому индуктивному выводу, покоится на тождестве, ибо сумма условий, называемая причиной, если она дана в полноте, и есть не что иное, как вызванное причиной следствие. Правомерность индуктивного заключения не подлежит сомнению; однако логика должна строго установить условия, при которых индуктивное заключение может считаться правильным; отсутствие отрицательных инстанций ещё не доказывает правильности заключения. Необходимо, чтобы индуктивное заключение основывалось на возможно большем количестве случаев, чтобы эти случаи были по возможности разнообразны, чтобы они служили типическими представителями всей группы явлений, которых касается заключение, и т. д.
При всём том индуктивные заключения легко ведут к ошибкам, из которых самые обычные проистекают от множественности причин и от смешения временного порядка с причинным. В индуктивном исследовании мы всегда имеем дело со следствиями, к которым должно подыскать причины; находка их называется объяснением явления, но известное следствие может быть вызвано целым рядом различных причин; талантливость индуктивного исследователя в том и заключается, что он постепенно из множества логических возможностей выбирает лишь ту, которая реально возможна. Для человеческого ограниченного познания, конечно, различные причины могут произвести одно и то же явление; но полное адекватное познание в этом явлении умеет усмотреть признаки, указывающие на происхождение его лишь от одной возможной причины. Временное чередование явлений служит всегда указанием на возможную причинную связь, но не всякое чередование явлений, хотя бы и правильно повторяющееся, непременно должно быть понято как причинная связь. Весьма часто мы заключаем post hoc — ergo propter hoc, таким путём возникли все суеверия, но здесь же и правильное указание для индуктивного вывода.

## Интересные факты
- Метод математической индукции — дедуктивный метод (назван так благодаря использованию аксиомы индукции).